# Mistah F.A.B.
Stanley Petey Cox (Oakland, Kalifornija, SAD, 23. siječnja 1982.), bolje poznat po svom umjetničkom imenu Mistah F.A.B. (skraćeno od Money Is Something To Always Have, Faeva Afta Bread) je američki reper i tekstopisac. Svoju glazbenu karijeru je započeo 2003. godine kada je objavio svoj debitantski nezavisni album Nig-Latin. Godine 2005. je objavio drugi nezavisni album Son of a Pimp, a treći Da Baydestrian je objavio 2007. godine. Godine 2012. će objaviti prvi studijski album Da Yellow Bus Rydah.

## Raniji život
Mistah F.A.B. je rođen kao Stanley Petey Cox, 23. siječnja 1982. godine u Oaklandu, Kaliforniji. Odgajan je od strane majke i bake koje su ponekad radile i četiri posla da bi ga mogle prehraniti, dok je njegov otac bio u zatvoru. Kada je Mistah F.A.B. napunio dvanaest godina, otac mu je preminuo od AIDS-a. Tijekom tog vremena počeo je repati i pisati pjesme. Pohađao je srednju tehničku školu u Oaklandu, te kasnije srednju školu Emery. U srednjoj školi se natjecao u freestyle rapu.

## Diskografija

### Studijski albumi
- Da Yellow Bus Rydah (2012.)

### Nezavisni albumi
- Nig-Latin (2003.)
- Son of a Pimp (2005.)
- Da Baydestrian (2007.)

## Vanjske poveznice

### Službene stranice
- Službena stranica
- Mistah F.A.B. na Twitteru
- Mistah F.A.B. na MySpaceu

### Profili
- Mistah F.A.B. na Allmusicu
- Mistah F.A.B. na Discogsu
- Mistah F.A.B. na Billboardu
- Mistah F.A.B.  Arhivirana inačica izvorne stranice od 9. veljače 2012. (Wayback Machine) na MTV
- Mistah F.A.B. na Yahoo! Musicu
- Mistah F.A.B. na Internet Movie Databaseu